# 约翰·布拉德肖
约翰·布拉德肖（英語：John Bradshaw，1602年7月12日—1659年10月31日），是英国斯图亚特王朝时期的圆颅党人、法学家。布拉德肖在1649年1月被任命为审判国王查理一世的大法官，其后他亦参与查理一世死刑判决书的签署。英格兰联邦成立后他先后担任国务会议主席与兰开斯特公国大臣，但因为反对克伦威尔的护国公体制而辞职。1658年9月克伦威尔死后他再度被选为下议院议员，不久因患疟疾回到西敏寺休养，并于次年10月逝世。斯图亚特王朝复辟之后，布拉德肖同克伦威尔、亨利·艾尔顿的尸体被掘出挂在绞刑架示众，随即遭到斩首。